# Untervilslern
Untervilslern ist ein Gemeindeteil des Marktes Velden im niederbayerischen Landkreis Landshut.

## Lage
Das Pfarrdorf Untervilslern liegt in der Gemarkung Vilslern knapp fünf Kilometer nordöstlich von Velden am Flutgraben der Großen Vils.

## Pfarrkirche St. Ulrich
Die römisch-katholische Pfarrkirche St. Ulrich (St.-Ulrich-Straße 13) ist eine spätromanische Chorturmanlage des 13. Jahrhunderts. Im Jahr 1754 erfolgte eine barocke Langhauserweiterung sowie der Anbau einer Sakristei am Chorturm. Der Ostturm mit einem Satteldach und getreppten Giebeln überragt das Langhaus. Die Kirche steht mit ihrer Ausstattung unter Denkmalschutz und Bodendenkmalschutz und ist in die Liste der Baudenkmäler in Velden, die Liste der Bodendenkmäler in Velden sowie in die Liste von Sakralbauten im Landkreis Landshut eingetragen.

## Bevölkerungsentwicklung
Um 1871 gab es in Untervilslern 46 Einwohner. Bis in die Nachkriegszeit des Zweiten Weltkriegs stieg die Bevölkerungszahl vorübergehend auf 124 Einwohner an. Bei den Volkszählungen von 1970 und 1987 lebten dort jeweils 61 Einwohner in 18 Wohngebäuden.
| Jahr      | 1871 | 1925 | 1950 | 1970 | 1987 |
| Einwohner | 46   | 75   | 124  | 61   | 61   |